# استارتن‌هایزن
استارتنهویزن (به هلندی: Startenhuizen) یک منطقهٔ مسکونی در هلند است که در خرونینگن واقع شده‌است. استارتنهویزن ۱۷۵ نفر جمعیت دارد.